# 田向重治
田向 重治（たむけ しげはる、享徳元年〈1452年〉または宝徳3年〈1451年〉 - 天文4年7月21日〈1535年8月19日〉）は、室町時代・戦国時代の公卿。参議・田向経家（経秀）の子。官位は正二位・権中納言。飛騨田向家当主。

## 概要
飛騨国田向家の当主で、古川姉小路家に近かったと思われる。1488年に従三位参議に叙され、後に正二位権中納言迄昇進。中納言は当時としてはかなり高い方の位だが、官位を叙される程の大きな功績を挙げた記録は残っていない為、公家という出自からであるとも考えられる(当時、官位は朝廷から叙されるものであり、朝廷は公家、即ち貴族であり、元々は武士ではない。当時の朝廷は武士の台頭により影響力は弱まり、公家発祥の大名家でも戦国大名となる事が多く、姉小路家は正にその典型だった。その為、朝廷は同じ公家発祥の戦国大名を身内とみなし、武家政権に対しての影響力を残す為に、公家を出自とする大名家に優先的に高い官位を与える事もよくあった。それ故に公家出身の大名家というだけで名家とみなされ、土佐一条家の様にこれといった功績がなく戦国大名としては弱い立場であっても代々高い官位を持っている事も多かった。また基本的に大名は1つの官位しか名乗れず、上位を叙されるとこれまでの官位は空位となるが、そうなっても返還される事はなく大名家に叙された官位として残る為、大名が子息や重臣を後継に任命する事もあった。資料上、当時の姉小路家はその出自から常に上位を叙されており、その家臣であった重治が特に実績もない中で上位に叙されてもおかしくはない上、その様な状況は当時に於いて姉小路家以外でも散見された)。
子の重継は姉小路家を継いだとされる。一説には重治には子がなく、重継は姉小路家からの養子で、姉小路高綱と同一人物であるともされる。
この年代における姉小路家を取り巻く飛騨国司３家及びその家臣団の中で唯一、古川姉小路家一門を除き生没年がある程度はっきりしている武将である。

## 官歴
注記のないものは『公卿補任』による。
- 文正元年（1466年） 12月17日：従五位上[1]
- 文明6年（1474年） 4月13日：正五位下[1]
- 文明9年（1477年） 正月6日：従四位下[1]
- 文明12年（1480年） 3月29日：右近衛中将[1]
- 文明16年（1484年） 12月30日：正四位下[1]
- 長享2年（1488年） 9月17日：従三位、左兵衛督如元
- 延徳2年（1491年） 6月21日：参議、元左兵衛督
- 延徳4年（1493年） 2月24日[2]：正三位
- 明応8年（1499年） 4月8日：権中納言
- 明応10年（1501年） 8月26日：従二位
- 永正3年（1506年） 10月19日：辞権中納言
- 永正4年（1507年） 2月16日：兵部卿
- 永正11年（1514年） 9月9日：按察使
- 永正14年（1517年） 11月28日：正二位
- 天文4年（1535年） 7月21日：薨去

## 系譜
- 父：田向経家
- 母：不詳
- 妻：不詳
- 養子
  - 男子：田向重継（?-1556） - 姉小路済継の次男